# 安娜·贝克
安娜·贝克（瑞典語：Anna Beck，1979年11月24日—），瑞典女子自行车运动员。她曾代表瑞典参加2020年夏季残疾人奥林匹克运动会自行车比赛，获得女子公路计时赛C1-3级和女子公路竞速赛C1-3级银牌。